# Dzieła Bazylego Wielkiego
Dzieła Bazylego Wielkiego – składają się na nie traktaty, homilie i listy, w których doktor Kościoła zawarł swoje nauczanie na tematy z zakresu duchowości oraz dogmatyki, głównie chrystologii, pneumatologii (Duch Święty) i tajemnicy Trójcy Świętej.

## Wydania krytyczne dzieł
- Migne J.-P., Patrologia Graeca (PG) 29-31, Paryż.
- Corpus Christianorum, Series Graeca (CCG lub CCSG) 3, Turnhout.
- Sources chrétiennes (SCh) 17bis; 26bis; 160; 299 i 305; 357; Paryż.

## Dzieła
Lista prac Bazylego:.
- Aduersus eos qui per calumniam dicunt dici a nobis tres deos
- Asceticon magnum 1
- Asceticon magnum 2
- Asceticon paruum
- Contra Eunomium (1-3 – SCh 299 i 305)
- Contra Sabellianos et Arium et Anomaeos
- De baptismo (SCh 357)
- De fide
- De gratiarum actione
- De humilitate
- De ieiunio 1
- De ieiunio 2
- De inuidia
- De legendis gentilium libris
- De Spiritu
- De Spiritu sancto (SCh 17bis)
- Epistulae
- Epitimia seu poenae in monachos delinquentes
- Homilia dicta in Lacisis
- Homilia dicta tempore famis et siccitatis
- Homilia exhortatoria ad sanctum baptisma
- Homiliae in hexaemeron (SCh 26bis)
- Homiliae in Psalmos
- In Barlaam martyrem
- In diuites
- In ebriosos
- In Gordium martyrem
- In illud: Attende tibi ipsi
- In lllud: Destruam horrea mea
- In lllud: In principio erat uerbum
- In Mamantem martyrem
- In martyrem lulittam
- In principium Prouerbiorum
- In quadraginta martyres Sebastenses
- In sanctam Christi generationem
- Oratio ad Adulescentes
- Prologus de fide
- Prologus de iudicio Dei
- Prologus in hypotyposin
- Quod Deus non est auctor malorum
- Quod rebus mundanis adhaerendum non sit
- Regulae morales

## Dzieła przypisywane
- Contra Eunomium (4-5)
- De ascetica disciplina
- Enarratio in prophetam Esaiam
- Epistulae
- Epltimia in canonicas
- Fragmenta uaria
- Homiliae de creatione hominis (SCh 160)
- Praeuia institutio ascetica
- Sermo asceticus 1
- Sermo asceticus 2

## Polskie przekłady
Wybrane przekłady:
- Listy. Wybór, przeł. Włodzimierz Krzyżaniak, Warszawa 1972 IW PAX, s. 372.
- O Duchu Świętym, przeł. Alina Brzóstkowska, wstęp Józef Naumowicz, Warszawa 1999 IW PAX, s.207.
- Pisma ascetyczne. T. 1. Wstęp do zarysu ascezy. O sądzie Bożym. O wierze. Reguły moralne. Przekład i opracowanie ks. Józef Naumowicz, Kraków 1994 Wydawnictwo Benedyktynów "Tyniec", s. 264.
- Pisma ascetyczne. T. 2. Reguły dłuższe. Reguły krótsze. Przekład i opracowanie: ks. Józef Naumowicz, Kraków 1995 Wydawnictwo Benedyktynów "Tyniec", s. 484.
- Wybór homilij i kazań. Tłumaczył i wstępem opatrzył Tadeusz Sinko. Wydawnictwo Mariackie, Kraków 1947, s. 230.
  - Homilia pierwsza o poście (PG 31, 163-184); przeł. Tadeusz Sinko, [w:] tenże, Wybór homilij i kazań, Kraków 1947, s. 155-167. Dzieło uznane za apokryficzne, jedynie przypisane Bazylemu[3].